# إدوارد روان فينيغان
إدوارد روان فينيغان هو محامي وقاضي وسياسي أمريكي، ولد في 5 يونيو 1905 في شيكاغو في الولايات المتحدة، وتوفي بنفس المكان في 2 فبراير 1971. نشط حزبياً في الحزب الديمقراطي. وقد انتخب عضو مجلس النواب الأمريكي ‏.